# Apogonia tangana
Apogonia tangana är en skalbaggsart som beskrevs av Moser 1917. Apogonia tangana ingår i släktet Apogonia och familjen Melolonthidae. Inga underarter finns listade i Catalogue of Life.